# 藕絲織

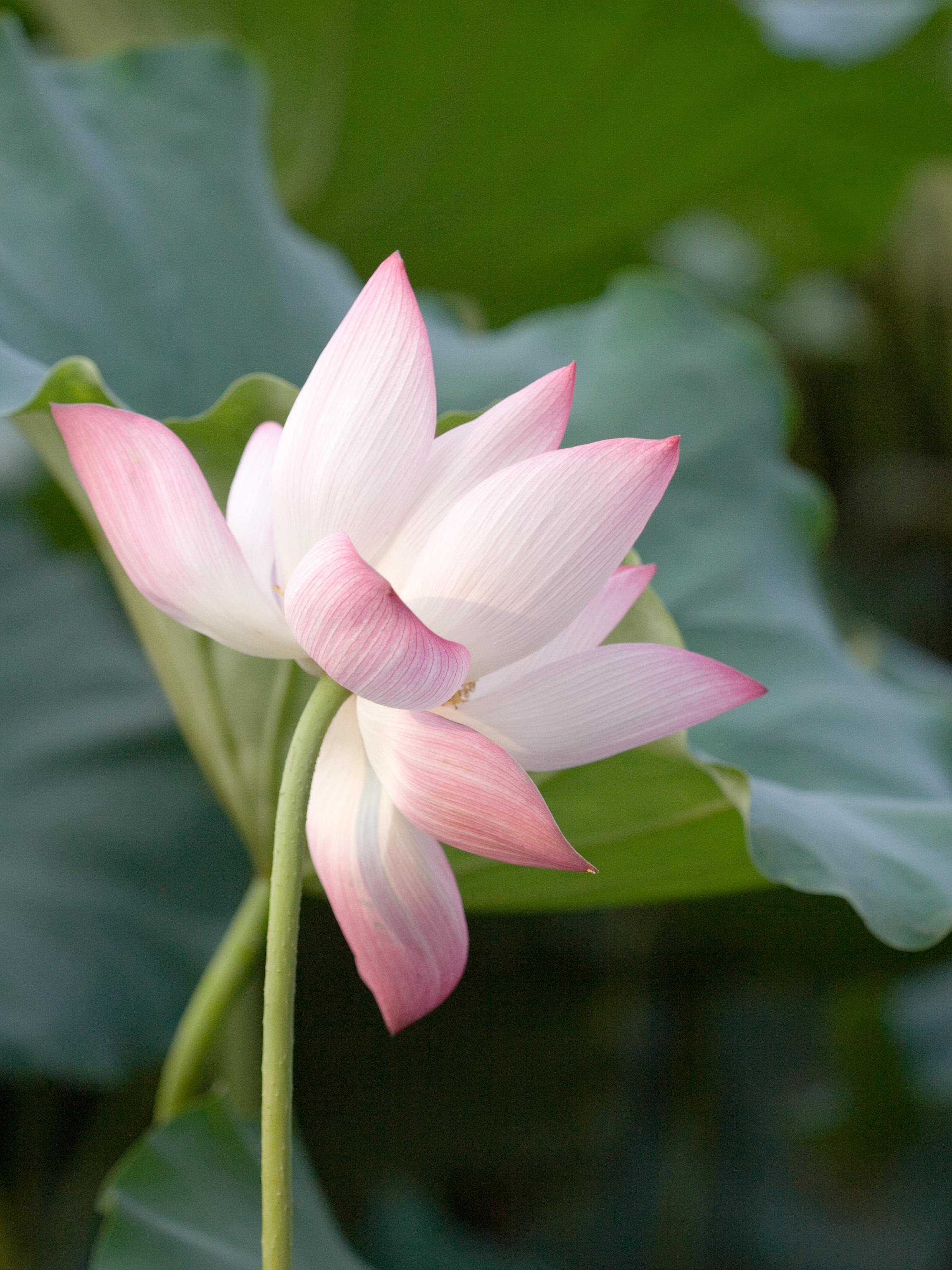
藕絲に使われるハス（Nelumbo nucifera）の品種の花と茎。

藕絲織（ぐうしおり、ビルマ語: ပိုးကြာချည်またはကြာချည်）は、ハス（蓮）の茎の繊維を使って生産される織物の一種。蓮の茎の繊維から作られた糸は藕絲（ぐうし）または蓮の糸（はちすのいと）と呼ばれ、一方、蓮の茎を割いて取られた繊維は茄絲（かし）と呼ばれて区別されている。商品化された製品としての発祥地はミャンマー（ビルマ）で、現在はベトナムの小規模な家内工業でも織られている。繊細な蓮の繊維を織るのは複雑で手間がかかるため、藕絲織は世界で最も高価な織物の一つとされている。

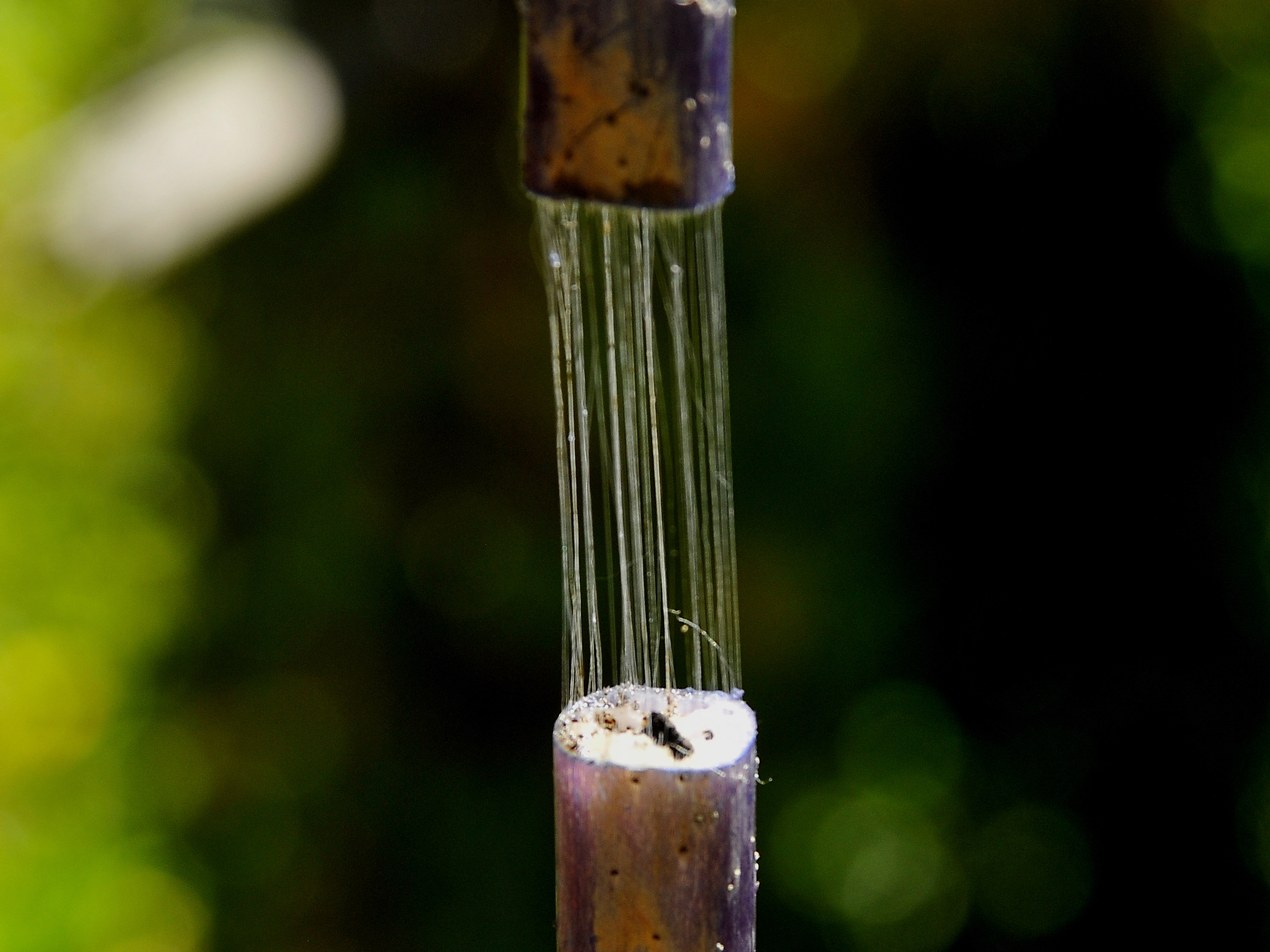
藕絲織には、蓮の茎から採取したの繊維が使われている。

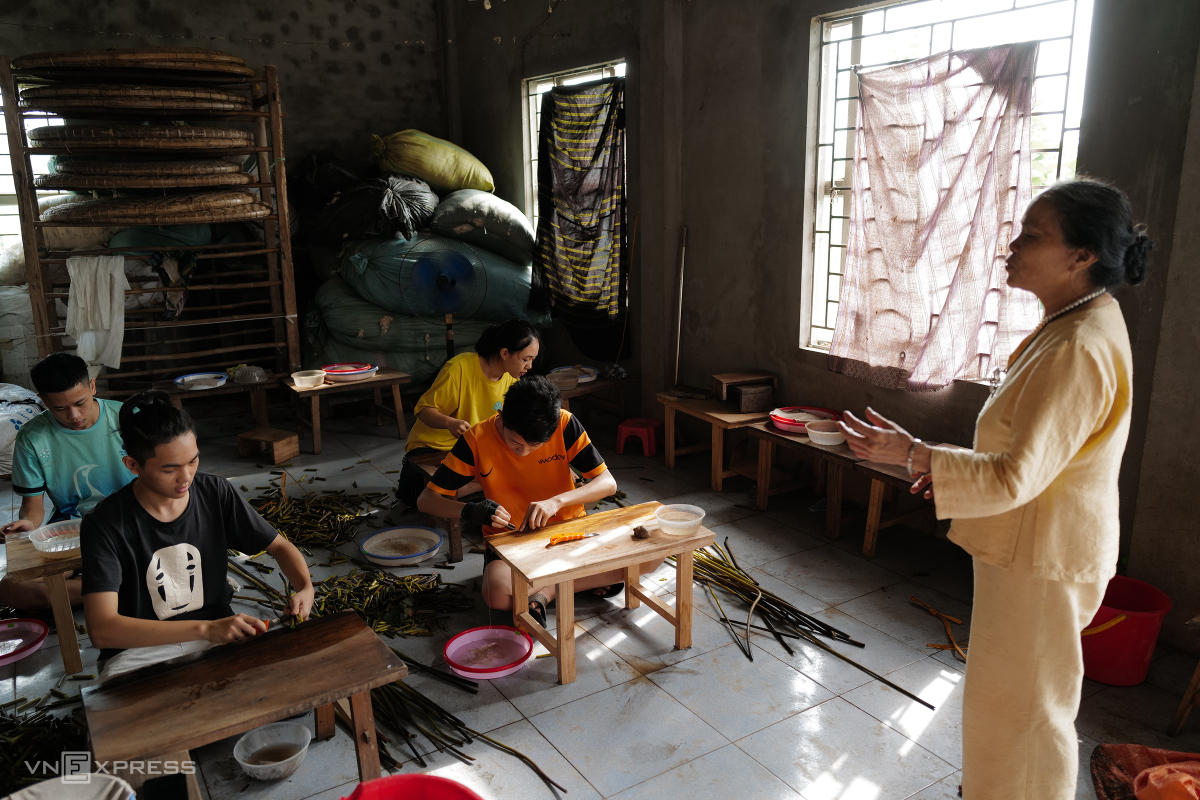
藕絲織の作り方を教えるベトナムの職人。

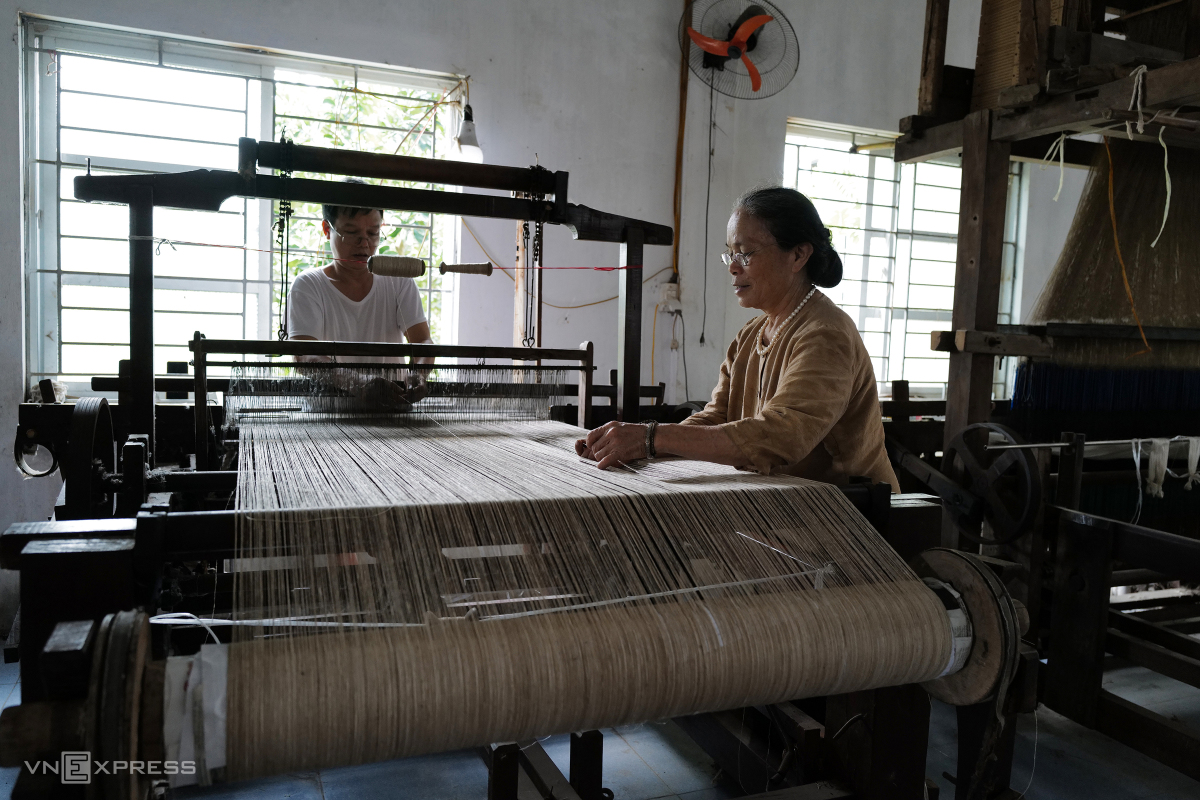
織機を使って藕絲織を作成するベトナムの職人。

ビルマの藕絲織は、パドンマ・キア（ပဒုမ္မာကြာ）と呼ばれる、香り高いピンク色の大きな花を咲かせる品種のハスから採取した繊維を使用している。蓮の茎は、シャン州のインレー湖をはじめ、マンダレー地方（シントガーイン郡区のスンイェ湖）、バゴー地方（テーゴン郡区のインマ湖）、マグウェ地方（サリン郡区のウェッテ湖とサリン自然湖）、サガイン地方（タゼ郡区のカンダンギー湖）など、ミャンマー各地で採取されている。

## 歴史

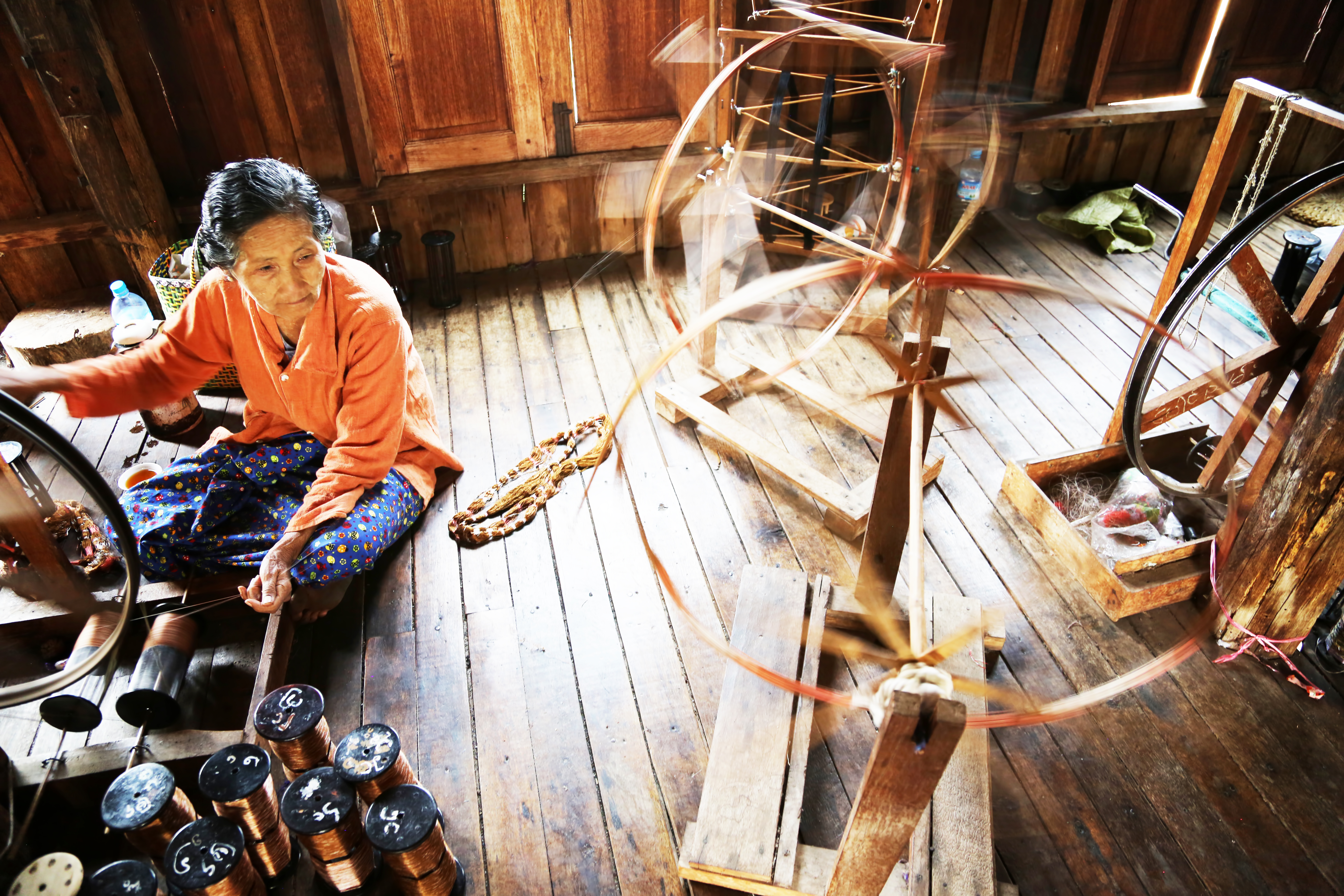
インレー湖の織物職人が蓮の糸を巻いている。

藕絲織は、ミャンマーのシャン州にあるインレー湖で生まれた。藕絲織は、1900年代初頭にカインカーン村のサ・ウー（Sa Oo）というインダー族の女性が考案した。彼女はまず、地元の僧院の住職への献上品として蓮の繊維を使って袈裟を織り、それを「kya thingan」（ကြာသင်္ကန်း）と呼んだ。 彼女は同様の袈裟をファウンドーウーパゴダの主要な仏像に捧げた。僧衣を織る慣習はミャンマーでは長い歴史を持っており、タザウンダイン祭りの間、ビルマの主要なパゴダで僧衣を織る競争が行われる。

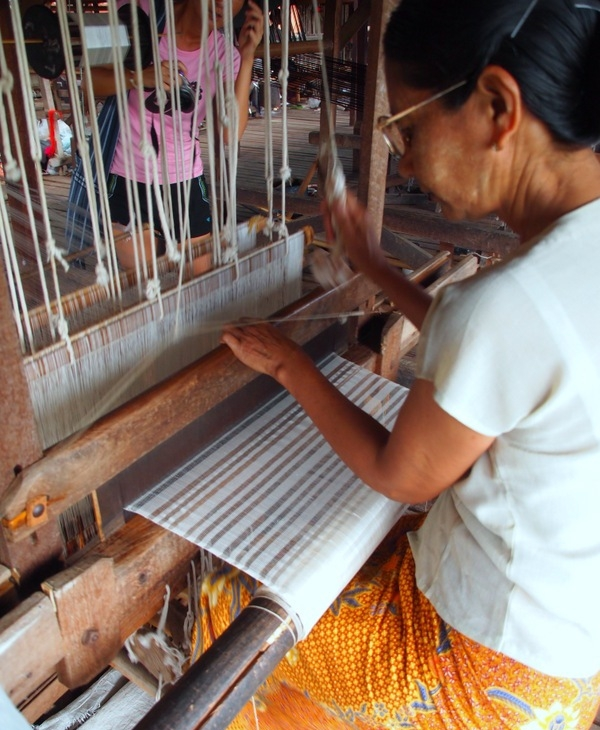
手織機を使って藕絲織を織るビルマの織工。

彼女の死後、この織物は消滅したが、その後、彼女の親族であるTun YeeとOhn Kyiが、織物の近代化と体系化のために協同組合を設立して復活した。
2017年、ハノイ近郊の織り手であるPhan Thi Thuanが、ベトナムにこの織り方を導入した。彼女は蓮の絹の研究と生産に成功した。25kgの絹を引っ張るには、100トンの蓮の枝を必要とする。

## 使用

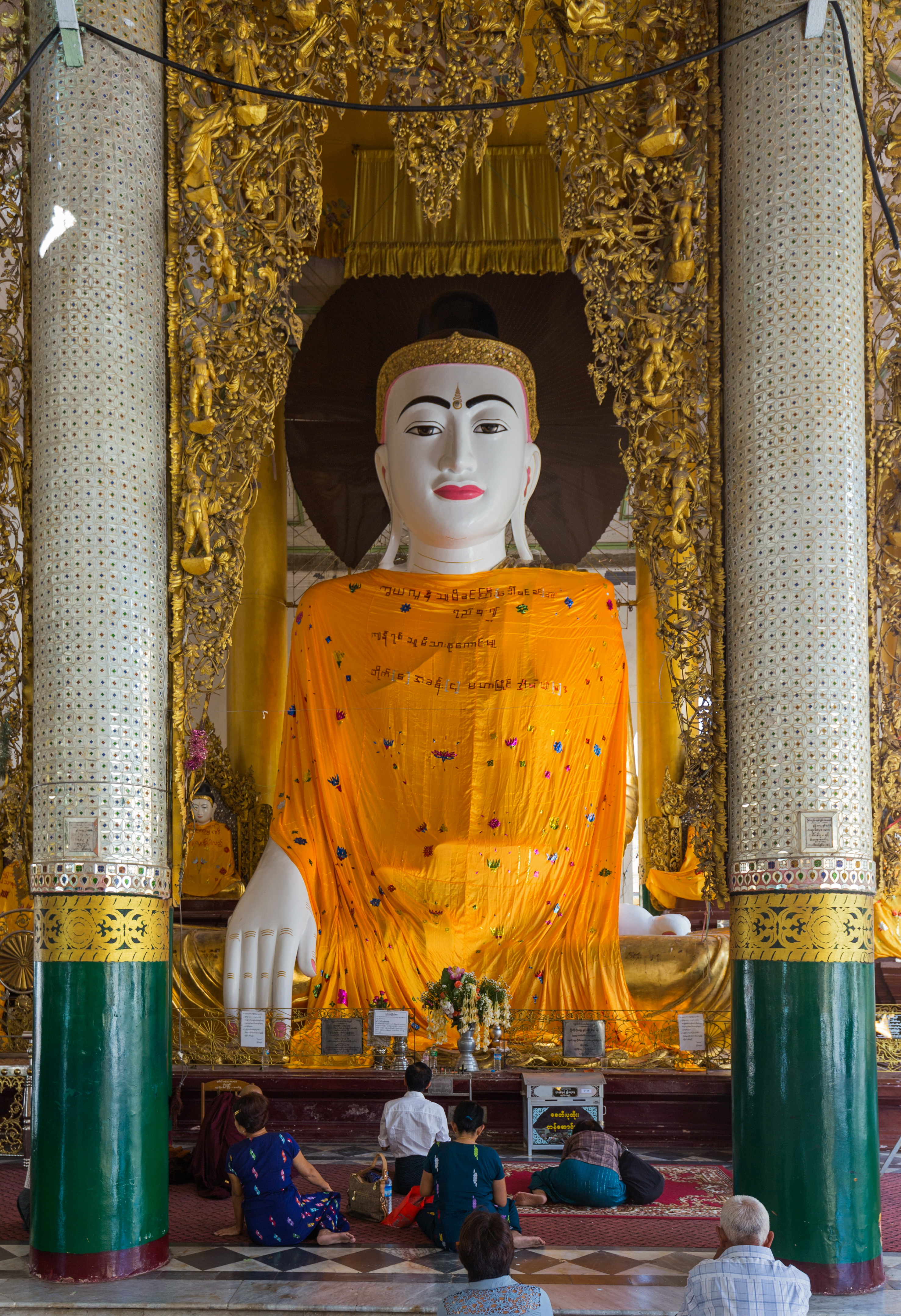
シュエダゴン・パゴダの仏像は、蓮の刺繍が施されたサフラン色の布製の衣をまとっている。

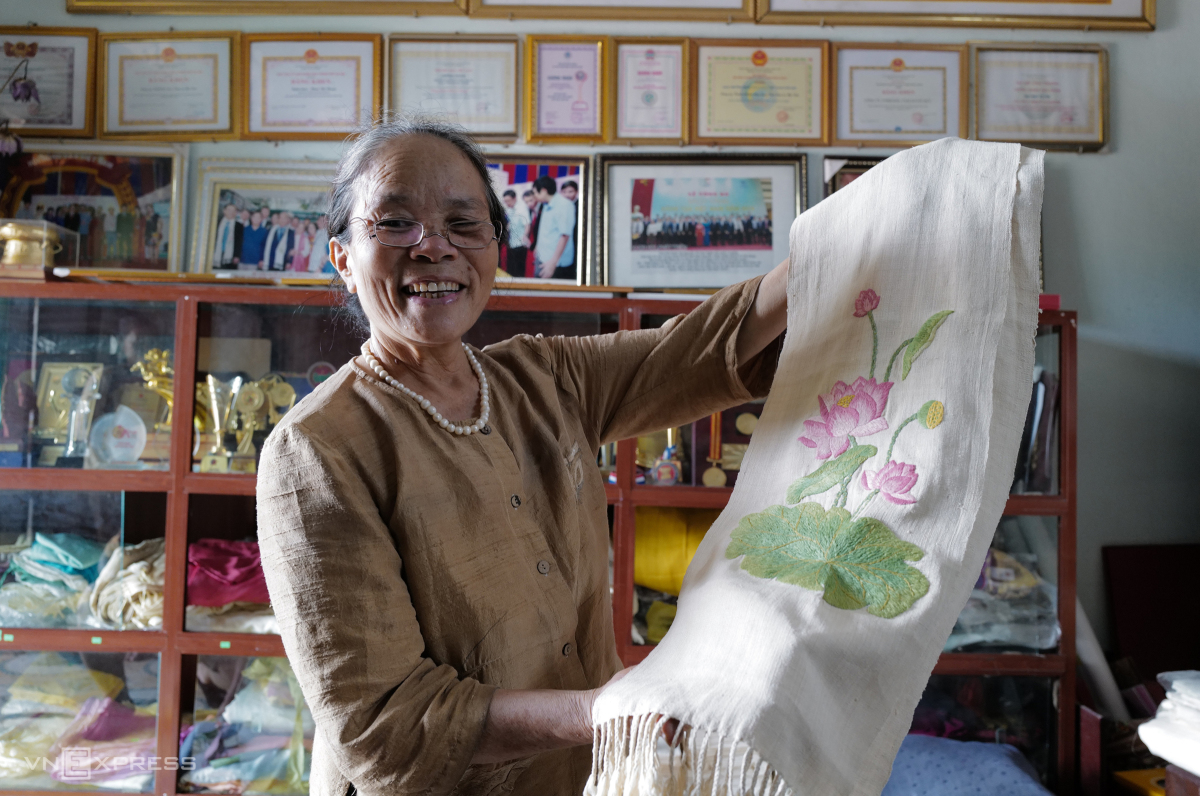
ベトナムの蓮の絹のショール。

藕絲織は、仏像や僧侶への供物として僧衣を織るために使われていたが、現在ではスカーフや帽子など様々な衣料品にも使われている。高級衣料品メーカーのロロピアーナ社は、2010年からビルマ産の藕絲織を輸入し、ジャケットなどの衣料品を生産している。